# Cartera online
Una cartera on-line es un software  o servicio web que permite a los usuarios almacenar y controlar su información utilizada en las compras en línea, como la identificación, las contraseñas, la dirección de envío y métodos de pago como las tarjetas de crédito. También proporciona un método a los consumidores para adquirir productos de diversas tiendas en línea.
Estos sistemas pueden ser integrados directamente o pueden ser combinados con un intermediario y tarjetas de crédito a través de una unificada plataforma de pago web y móvil. Algunos ejemplos son: Google Wallet, PayPal y Yandex.

## Historia
El visionario inglés Michael Aldrich inventó la compra en línea en 1979. Su sistema conectó un modificado sistema doméstico de televisión con un ordenador de procesamiento de transacciones en tiempo real por medio de una línea telefónica. El creyó que videotex, la tecnología modificada de televisión doméstica con un menú simple y amigable, era un 'nuevo, universalmente aplicable, medio participativo de comunicación — el primero desde la invención del teléfono.' Esto permitió que los 'cerrados' sistemas de información corporativos fueran abiertos a corresponsales 'exteriores'  no solamente para transacciones de procesamiento sino también para mensajería electrónica y recuperación de información, más tarde conocido como e-business. Su definición del nuevo medio de comunicación de masas como 'participativo' [interactivo, muchos-a-muchos] era radicalmente diferente de las definiciones tradicionales de comunicación de masas y un precursor de las redes sociales en el internet 25 años más tarde.
En marzo de 1980 lanzó Redifon's Office Revolution, lo que permitió a los consumidores, clientes, agentes, distribuidores, proveedores y compañías de servicio estar conectadas de forma en línea a los sistemas corporativos y permitir que las transacciones comerciales fueran completadas de forma electrónica en tiempo real.
Durante 1980  diseñó, fabricó, vendió, instaló, mantuvo y apoyó muchos sistemas de compra en línea, utilizando la tecnología de videotex. Estos sistemas también proporcionaban respuesta por voz antes de la era de internet y de la  World Wide Web, el PC de IBM, y MS-DOS de Microsoft, y estuvo instalado principalmente en el Reino Unido por grandes empresas.
El primer servidor de la World Wide Web y navegador, creado por Tim Berners-Lee en 1990, fue abierto para uso comercial en 1991. Después, las innovaciones tecnológicas subsiguientes emergieron en 1994: banca en línea, la apertura de una tienda en línea de venta de pizzas por Pizza Hut, Netscape  SSL v2, un estándar de encriptación para transferencia de datos de forma segura, y Intershop, el  primer sistema de compra en línea. Inmediatamente después, Amazon lanzó su sitio de compra en línea en 1995 y eBay lo hizo en 1995.

## Aceptación como forma de pago
Debido a la lenta adopción y a la alta competencia del sector, no hay actualmente ningún estándar de cartera en línea que sea aceptado de forma universal.  La aceptación de la cartera en línea como forma de pago varía en función de la política de la tienda y del tipo cartera en línea utilizado.  Por ejemplo, Google Wallet puede ser utilizada en puntos de pago MasterCard dentro de los Estados Unidos.  En cambio, Bitcoin, mientras que fue aceptado internacionalmente, es mucho menos frecuente que sea permitido, debido en parte a su conexión con sitios web ilegales como Silk Road (marketplace).  Se prevé que en un futuro próximo el uso de las carteras digitales se incremente al igual que la atracción de los consumidores por tecnologías específicas que reducirán el número de carteras digitales existentes.